# ディングル
ディングル（英: Dingle、アイルランド語: An Daingean （アン・ダンガン）/ アイルランド語: Daingean Uí Chúis （ダンガン・ウイ・フーイシュ）、「オー・フーイシュ砦」の意）は、アイルランドのケリー県にある町。大西洋に突き出たディングル半島唯一の町で、トラリーの南西49km、キラーニーの北西71kmに位置する。
基幹産業は観光業と農漁業で、「ディングル・マート」という農家のための家畜マーケットがある。人口は1,671人（2022年）。アイルランド語を公用語とするゲールタハトの域内。

## 歴史

### 発展
ノルマン人のアイルランド侵攻後、港町として発展した。輸出額では13世紀にリムリックを上回り、1257年にイングランド王ヘンリー3世から関税を課された。1329年ごろには主要輸入品であるワインにもパラディンの初代デスモント伯モーリス・フィッツジェラルドから関税がかかった。16世紀になると大陸からワインを輸入して水産物と皮革を輸出する一大貿易港にのし上がり、町を拠点とするフランスやスペインの漁船団もでてきた。
スペインとのつながりは深く、1529年には第11代デスモント伯トマス・フィッツジェラルドとスペイン王カルロス1世がディングル条約に調印。多くの巡礼者が海を渡り、聖ヤコブの墓で有名なサンティアゴ・デ・コンポステラを目指した。市中の教会は17世紀にスペインの支援で改修されたとき、聖ヤコブをまつるものとなった。
貿易規模はその後さらに拡大し、ワイン輸入を専売する15市町の一角を成した。

### 第二次デスモンドの乱
1579年から翌年にかけ、ディングル半島は戦禍にのまれた。1579年7月17日にジェームズ・フィッツモーリス・フィッツジェラルドが小艦隊を引き連れ町に上陸し、第二次デスモンドの乱が勃発。フィッツジェラルドはいとこの軍勢との衝突で戦死した。艦隊は3日後に町を発ち、半島西端のドゥーナノイルに停泊、翌年のスマーウィック包囲戦に備えた。

### 要塞化と自治市昇格
市民は1569年、税の還付金をつかって街の周囲に市壁をめぐらせた。しかしデスモンドの反乱が収束すると、エリザベス1世は町を自治市に昇格するとともに市壁の建設を認めたため、これは骨折り損になってしまった。壁の痕跡は今でも見ることができ、また通りの区画はかつての土地所有制度を如実に物語っている。
エリザベス1世は前述のように自治市昇格の特許状を下賜したが、実際には1607年にようやく与えられた。同年3月2日に後代のジェームズ1世が文書に調印したものの、自治市とその行政機関は22年前からすでに存在していた。行政の長はソバーラン（原義は「君主」）で、市長の役割。これに12人の評議員が、年に一度開かれる聖ミカエルの宴で選ばれた。行政は教会の半径2マイルをその管轄域とし、ディングル、ベントリー、スマーウィック、バリーフェリターの「弓矢の射程」を支配する船団を備えていた。選挙区も新設され、2名の議員をアイルランド国会に送り込めるようになった。

### リネン産業
九年戦争と三王国戦争の間には焼き討ちや掠奪がひんぱんに起きた。復興は19世紀にフィッツジェラルド家の援助でようやくはじまった。ロバート・フィッツジェラルドは亜麻仁を取り入れ、1755年に年間6万ポンドものリネンを産する工場を興した。けれどもイギリスで綿花生産が減退したため、これは1837年に閉鎖された。

### 漁業
1830年ごろからは漁業のまちに生まれ変わりはじめた。1870年代にマン島からサバ漁の船団が渡来し、発展が加速。イングランド南東部のロウェストフトからはサバよりも漁期の長いニシン漁のトロール船が到着した。市街地委員会が埠頭や港湾施設を建設したうえ、1891年には鉄道も延伸し国じゅうに鮮魚を輸送できるようになった。これに伴って水産加工業も発展した。

## 名所

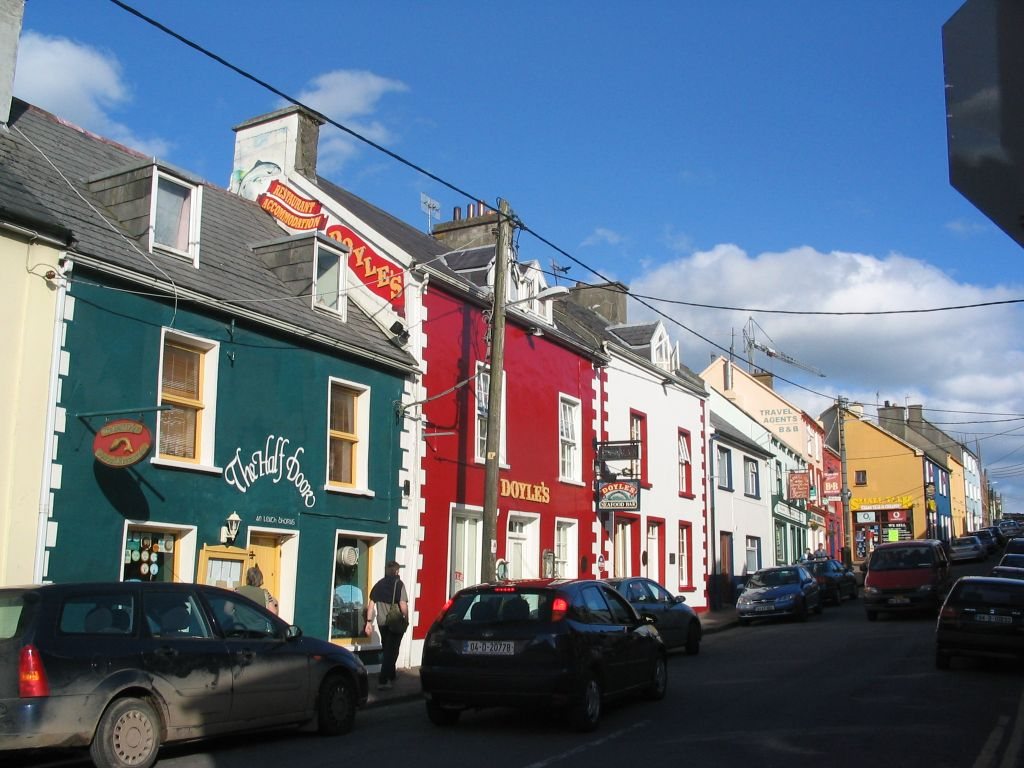
ジョン街

市内の聖メアリーズ教会はJ・J・マッカシーとオコンネル設計のネオゴシック様式で、1862年の定礎。完成当初は身廊とアーケードで隔てられた側廊を有し、柱は六角形の天井に向かって真っすぐ伸びていた。アーケードはアイルランド史上もっともラディカルな整備事業で後に取り壊され、クリアストリーより上の外壁もすべて解体された。

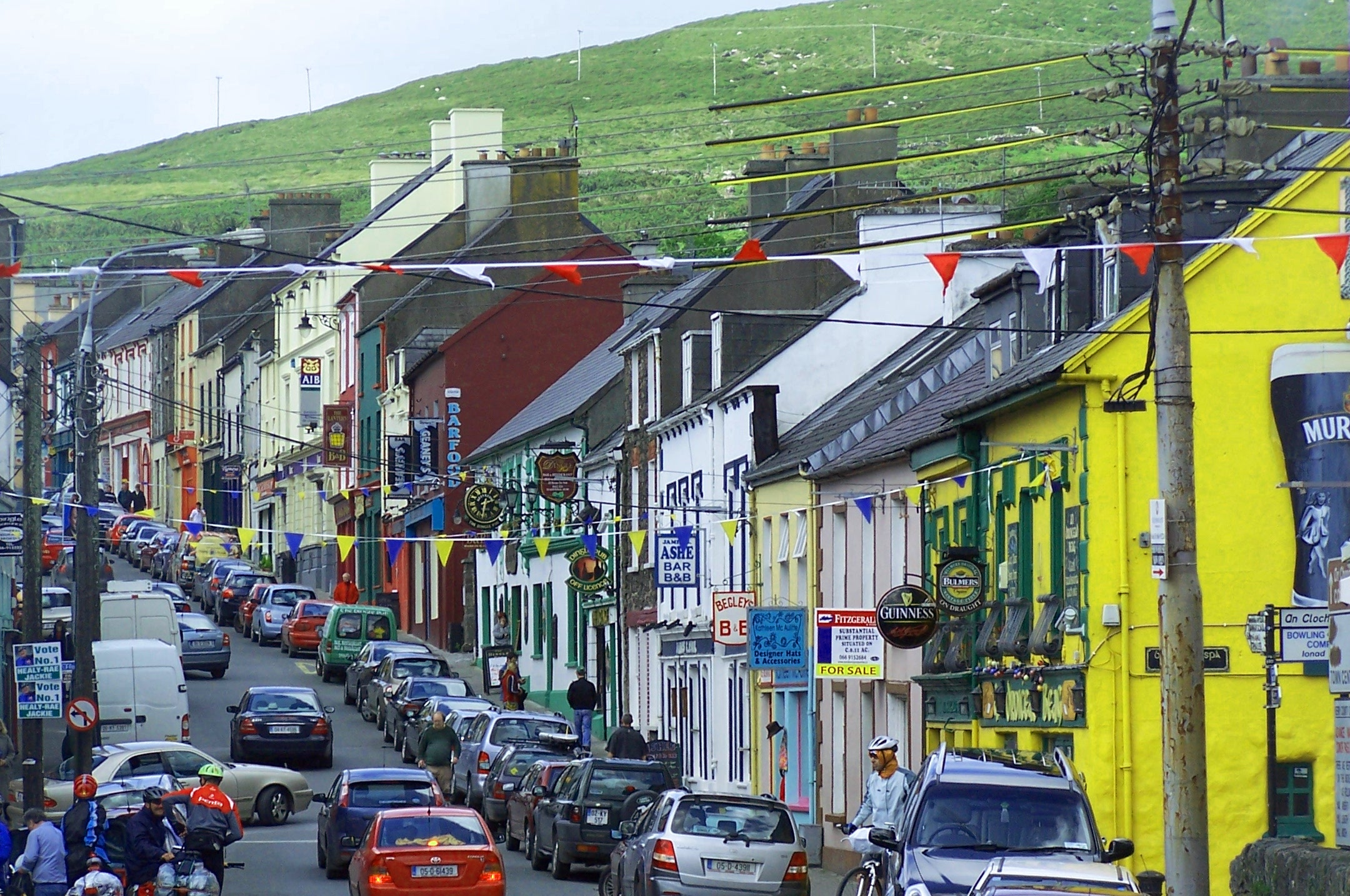
色とりどりの街並み

パブやレストラン、カフェではアイルランド音楽の演奏を聴くことができる。この機会は夏の観光シーズンに多い。水族館も1ヶ所ある。

## ファンジー
1984年から、1頭のバンドウイルカがディングル港周辺でしばしば目撃されるようになった。彼はファンジー (Fungie) と名づけられ、いつしか観光客のお目当てのひとつとなった。バンドウイルカはふつう群れで泳ぐが、ファンジーはイルカ仲間との係わり合いよりも人間とのふれあいを好むようで、ツアーボートが出航すると決まって姿をあらわしていたが、2020年を最後に姿がみられなくなった。1970年代半ば生まれという推定とバンドウイルカの平均寿命が25年であることを勘案すれば、彼はたいへんな長寿ということになる。市内にはファンジーの銅像がある。

## 地名

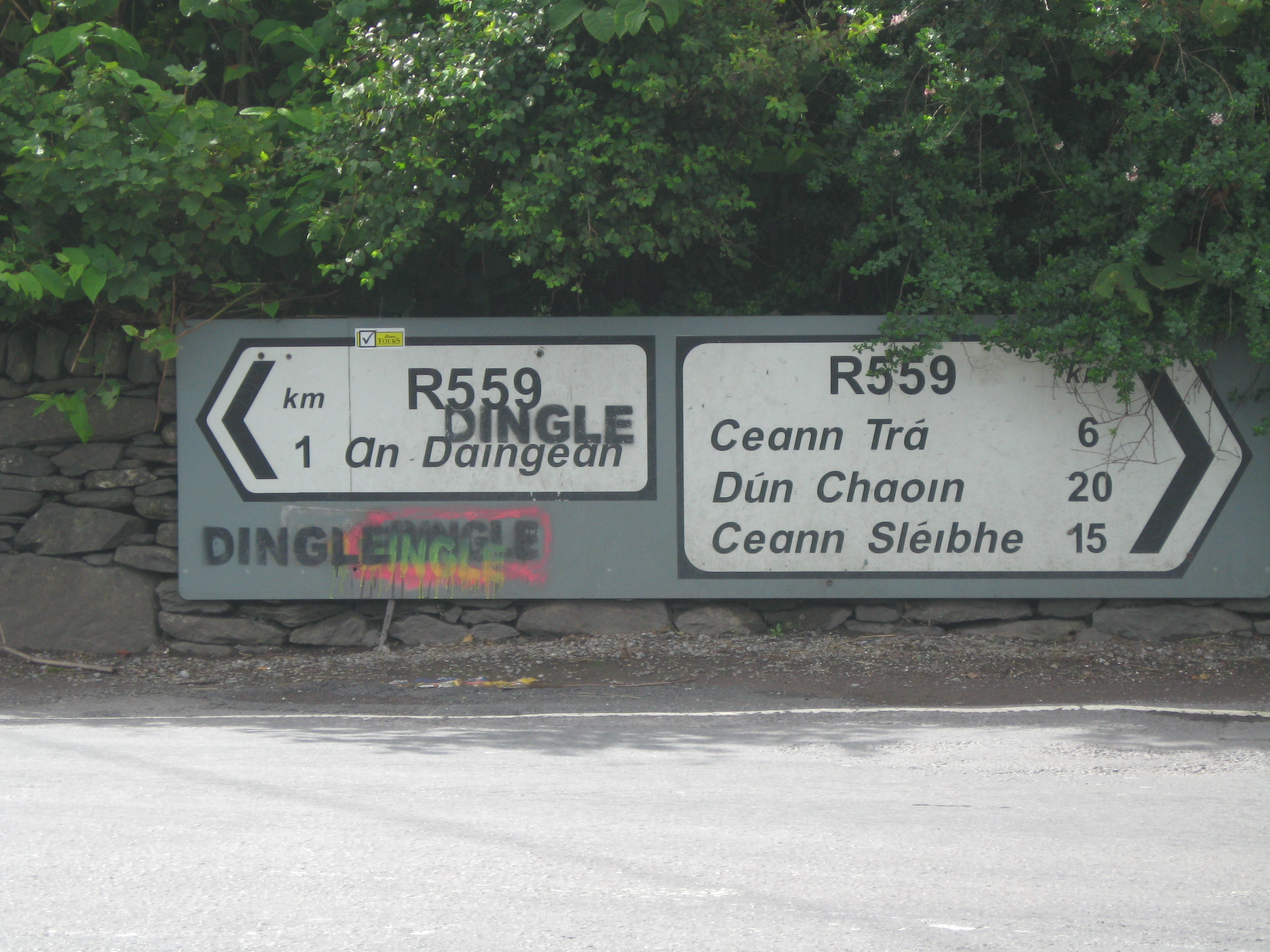
スプレーで上書きされた標識

2005年、コミュニティ・農村・ゲールタハト担当相のエーマン・オー・キーヴ（当時）はゲールタハト域内の道路標識から英語の地名表記（ディングルなど）を削除し、アイルランド名のみ記載する旨発表した。町名の英語バージョンは2005年初頭に正式に消され、アイルランド名のアン・ダンガンのみが残った。
ディングルでは、この動きはかなり物議をかもした。観光業に大きく依存する地元経済にとって、観光客が町までたどり着けなくなるのは死活問題であった。中部のオファリー県にアイルランド名が同じ地名があることも問題となった。いっぽう支持派は、このようなケースは何もダンガンに限ったことではないとして反対論を退けた。大臣はゲールタハト地域として国から支給されている補助金の打ち切りをほのめかし、ディングル独自の動きをけん制した。
その年の暮れ、ケリー県議会は「ディングル/ダンガン・ウイ・フーイシュ」 (Dingle/Daingean Uí Chúis) という新表記を提案し、導入への是非を住民投票にかけることとした。投票は翌年10月20日に行われ、1086票のうち1005票を賛成が占めた（有権者数は1222人）。キーヴ大臣は投票結果にかんがみ補助金の支出を凍結。時は流れ、2008年に環境・遺産・地方行政担当相のジョン・ガームリーは地名をその地方自治体が住民投票で決められるよう、関連法を改正する方針を示した。これが実現すれば「ダンガン・ウイ・フーイシュ」はアイルランド語の正式名、「ディングル」は英語の正式名というように正式名を二つ並べることも可能となるが、標識の表記は現行通りアイルランド名しか載せられない。いっぽうでこれに抗議してか、標識にスプレーで「ディングル」と表記する地元住民も現れた。

## 交通
かつては狭軌のトラリー・アンド・ディングル軽便鉄道の西の終着点であった。駅は1891年4月1日の開業後、1939年4月17日に旅客輸送が、1947年3月10日には定期貨物輸送が廃止され、最終的に1953年7月1日をもって廃駅となった。貨物便の廃止後は月に一度、家畜を載せた列車が往復するだけとなっていた。

## スポーツ
アイルランドの国民的スポーツ、ゲーリックフットボールのディングルGAA（ケリー県シニア・フットボール選手権所属）の本拠地。

## ゆかりの人物
- ミーハール・オー・ミルハルティー - ゲーリック体育協会のコメンテーター
- ディアマイド・マーフィー - ゲーリックフットボール選手。ケリーGAA所属
- トミー・グリフィン - ゲーリックフットボール選手。ケリーGAA所属
- ジョー・オトゥール - 政治家
- ポーリン・スカンロン - 歌手

## 姉妹都市
- サンタバーバラ（アメリカ合衆国、2003年から）
- トルファ（イタリア、1974年から）